# 新普羅格雷索區
8°26′59″S 76°20′01″W / 8.4497°S 76.3337°W
新普羅格雷索區（西班牙語：Distrito de Nuevo Progreso），是秘魯的一個區，位於該國中北部聖馬丁大區的托卡切省，始建於1984年12月6日，面積861平方公里，海拔高度490米，2005年人口9,569，人口密度每平方公里11人。